# Rajd Ypres 2011
Rezultaty Rajdu Ypres (47. Geko Ypres Rally 2011), eliminacji Intercontinental Rally Challenge w 2011 roku, który odbył się w dniach 23 czerwca - 25 czerwca. Była to piąta runda IRC w tamtym roku oraz piąta asfaltowa, a także piąta w mistrzostwach Belgii i czwarta w mistrzostwach Europy. Bazą rajdu było miasto Ypres. Zwycięzcami rajdu została belgijska załoga Freddy Loix i Frédéric Miclotte jadąca Škodą Fabią S2000. Wyprzedzili oni holendersko-belgijską załogę Hansa Weijsa juniora i Bjorna Degandta w tym samym samochodzie oraz Polaków Michała Sołowowa i Macieja Barana w Fordzie Fieście S2000.
Rajdu nie ukończyło trzynastu kierowców biorących udział w Intercontinental Rally Challenge. Francuz Bryan Bouffier w Peugeocie 207 S2000 został wykluczony z rajdu na 18. oesie. Włoch Giandomenico Basso w Protonie Satrii Neo S2000 miał wypadek na 7. oesie. Na 1. odcinku specjalnym odpadli: Belg Thierry Neuville (awaria zawieszenia w Peugeocie 207 S2000) i Norweg Andreas Mikkelsen (Škoda Fabia S2000, wypadek), a Czech Jan Kopecký (Škoda Fabia S2000) miał wypadek jeszcze na shakedownie. Włoch Luca Betti (Peugeot 207 S2000) miał wypadek na 12. oesie. Na tym samym oesie wycofał się Belg Pieter Tsjoen (Peugeot 207 S2000), który miał awarię radiatora. Z rajdu odpadli też: Belg Bernd Casier (Škoda Fabia S2000, awaria układu kierowniczego na 15. oesie), Portugalczyk Bruno Magalhães (Peugeot 207 S2000, awaria silnika na 2. oesie), Holender Mark van Eldik (Škoda Fabia S2000, 18. oes), Belg Dominique Bruyneel (Peugeot 207 S2000, 9. oes), Brytyjczyk Jonathan Greer (Škoda Fabia S2000, 16. oes) i Holender Edwin Schilt (Škoda Fabia S2000, 14. oes).

## Klasyfikacja ostateczna
| Miejsce                              | Zawodnik                 | Pilot                    | Samochód                  | Czas                     | Strata                   | Punkty                   |
| IRC (punktowane pozycje)             | IRC (punktowane pozycje) | IRC (punktowane pozycje) | IRC (punktowane pozycje)  | IRC (punktowane pozycje) | IRC (punktowane pozycje) | IRC (punktowane pozycje) |
| ------------------------------------ | ------------------------ | ------------------------ | ------------------------- | ------------------------ | ------------------------ | ------------------------ |
| 1.                                   | Freddy Loix              | Frédéric Miclotte        | Škoda Fabia S2000         | 2:40:03.9                |                          | 25                       |
| 2.                                   | Hans Weijs junior        | Bjorn Degandt            | Škoda Fabia S2000         | 2:44:00.8                | +3:56.9                  | 18                       |
| 3.                                   | Michał Sołowow           | Maciej Baran             | Ford Fiesta S2000         | 2:46:10.7                | +6:06.8                  | 15                       |
| 4. (5.)                              | Guy Wilks                | Phil Pugh                | Peugeot 207 S2000         | 2:46:37.7                | +6:33.8                  | 12                       |
| 5. (6.)                              | Karl Kruuda              | Martin Järveoja          | Škoda Fabia S2000         | 2:46:44.5                | +6:40.6                  | 10                       |
| 6. (7.)                              | Toni Gardemeister        | Tapio Suominen           | Škoda Fabia S2000         | 2:47:01.3                | +6:57.4                  | 8                        |
| 7. (8.)                              | Luca Rossetti            | Matteo Chiarcossi        | Abarth Grande Punto S2000 | 2:47:28.9                | +7:25.0                  | 6                        |
| 8. (9.)                              | Bernhard ten Brinke      | Davy Thierie             | Škoda Fabia S2000         | 2:47:41.2                | +7:37.3                  | 4                        |
| 9. (10.)                             | Robert Barrable          | Damien Connolly          | Škoda Fabia S2000         | 2:47:57.7                | +7:53.8                  | 2                        |
| 10. (11.)                            | Julien Maurin            | Olivier Urai             | Ford Fiesta S2000         | 2:49:41.9                | +9:38.0                  | 1                        |
| Mistrzostwa Belgii (pierwsza trójka) |                          |                          |                           |                          |                          |                          |
| 1. (1.)                              | Freddy Loix              | Frédéric Miclotte        | Škoda Fabia S2000         | 2:40:03.9                |                          |                          |
| 2. (4.)                              | Patrick Snijers          | Johan Gitsels            | Mini Cooper S2000         | 2:46:23.9                | +6:20.0                  |                          |
| 3. (12.)                             | Jonas Langenakens        | Nico Beernaert           | Mitsubishi Lancer Evo X   | 2:50:19.2                | +10:15.3                 |                          |
| Mistrzostwa Europy                   |                          |                          |                           |                          |                          |                          |
| 1. (3.)                              | Michał Sołowow           | Maciej Baran             | Ford Fiesta S2000         | 2:46:10.7                |                          | 25                       |
| 2. (8.)                              | Luca Rossetti            | Matteo Chiarcossi        | Abarth Grande Punto S2000 | 2:47:28.9                | +1:18.2                  | 18                       |
| 3. (15.)                             | Antonín Tlusťák          | Jan Škaloud              | Škoda Fabia S2000         | 2:51:32.8                | +5:22.1                  | 15                       |
| 4. (18.)                             | Maciej Oleksowicz        | Andrzej Obrębowski       | Ford Fiesta S2000         | 2:52:27.5                | +6:16.8                  | 12                       |

## Zwycięzcy odcinków specjalnych
| Dzień      | Odcinek | G. rozp. | Nazwa                | Długość | Zwycięzca         | Czas    | Lider rajdu |
| ---------- | ------- | -------- | -------------------- | ------- | ----------------- | ------- | ----------- |
| 1 (24 CZE) | SS1     | 16:49    | Dikkebus–Westouter 1 | 14.30km | Freddy Loix       | 7:53.0  | Freddy Loix |
| 1 (24 CZE) | SS2     | 17:36    | Mesen–Sauvegarde 1   | 14.75km | Freddy Loix       | 8:02.5  | Freddy Loix |
| 1 (24 CZE) | SS3     | 18:15    | Langemark 1          | 18.84km | Freddy Loix       | 9:44.2  | Freddy Loix |
| 1 (24 CZE) | SS4     | 20:10    | Dikkebus–Westouter 2 | 14.30km | Freddy Loix       | 7:52.0  | Freddy Loix |
| 1 (24 CZE) | SS5     | 20:57    | Mesen–Sauvegarde 2   | 14.75km | Freddy Loix       | 7:54.1  | Freddy Loix |
| 1 (24 CZE) | SS6     | 21:36    | Langemark 2          | 18.84km | Freddy Loix       | 9:45.3  | Freddy Loix |
| 2 (25 CZE) | SS7     | 11:18    | Proven–Vleteren 1    | 14.76km | Guy Wilks         | 8:24.8  | Freddy Loix |
| 2 (25 CZE) | SS8     | 11:40    | Watou 1              | 12.33km | Freddy Loix       | 7:05.5  | Freddy Loix |
| 2 (25 CZE) | SS9     | 12:16    | Heuvelland 1         | 24.74km | Freddy Loix       | 13:50.3 | Freddy Loix |
| 2 (25 CZE) | SS10    | 14:03    | Hollebeke 1          | 28.82km | Freddy Loix       | 16:20.3 | Freddy Loix |
| 2 (25 CZE) | SS11    | 15:06    | Lille–Eurométropole  | 8.47km  | Bryan Bouffier    | 4:30.9  | Freddy Loix |
| 2 (25 CZE) | SS12    | 15:38    | Show Wasquehal       | 1.88km  | Andreas Mikkelsen | 1:17.3  | Freddy Loix |
| 2 (25 CZE) | SS13    | 16:41    | Kemmelberg 1         | 10.23km | Bryan Bouffier    | 5:58.4  | Freddy Loix |
| 2 (25 CZE) | SS14    | 18:27    | Proven–Vleteren 2    | 14.76km | Guy Wilks         | 8:11.2  | Freddy Loix |
| 2 (25 CZE) | SS15    | 18:49    | Watou 2              | 12.33km | Andreas Mikkelsen | 6:53.4  | Freddy Loix |
| 2 (25 CZE) | SS16    | 19:25    | Heuvelland 2         | 24.74km | Andreas Mikkelsen | 13:14.4 | Freddy Loix |
| 2 (25 CZE) | SS17    | 21:12    | Hollebeke 2          | 28.82km | Andreas Mikkelsen | 16:19.5 | Freddy Loix |
| 2 (25 CZE) | SS18    | 21:56    | Kemmelberg 2         | 10.23km | Guy Wilks         | 6:08.1  | Freddy Loix |